# Affaire Francis Imbard
Vous lisez un « bon article » labellisé en 2021.
L'affaire Francis Imbard est une affaire criminelle qui débute à Paris en France le 26 février 2003. Ce jour-là, Francis Imbard, 58 ans, est tué d'une balle dans la tête alors qu'il quitte son domicile. La brigade criminelle du 36, quai des Orfèvres ouvre le jour même une enquête de police. Les policiers déterminent les circonstances de cet homicide.
Francis Imbard, né en 1944 dans le Gard en France, est un gérant d'établissements de nuit parisiens. Un temps enseignant, il se lance assez rapidement dans les affaires et rachète plusieurs sociétés en péril, à bas coût, puis les remet sur pied, avant de les revendre. À la fin des années 1990, il crée le Brasil Tropical, un dîner-spectacle, et L'Enfer (plus tard rebaptisé Le Red Light), une boîte de nuit. Ses établissements, très populaires au début des années 2000, deviennent des lieux de référence du « monde de la nuit » parisien.
Plusieurs pistes sont étudiées par les enquêteurs : un crime passionnel, un meurtre commis par un débiteur, ou encore un règlement de comptes, piste qui leur apparaît comme la plus probable, mais aucun suspect n'est identifié, ce qui laisse l'affaire non résolue. Tout au long de l'enquête, plusieurs juges d'instruction se succèdent. En 2008, une ordonnance de non-lieu est rendue, puis l'enquête est finalement rouverte. En 2014, un individu est mis en examen pour complicité et participation au meurtre, mais cette mise en examen est annulée pour vice de procédure. En 2022, deux individus sont mis en examen, l'un étant accusé d'avoir commandité le crime, l'autre de l'avoir facilité.

## Contexte

### La famille Imbard
Francis Imbard naît le 16 juillet 1944 à Laudun, dans le Gard. Il grandit à Marseille, dans une famille d'industriels, entouré de trois sœurs,. Il fait de longues études et réussit une agrégation de mathématiques. À l'université d'Aix, il rencontre Dominique, avec laquelle il se marie peu de temps après. Le couple donne naissance à Julie et Lionel, des jumeaux, en 1977,,.

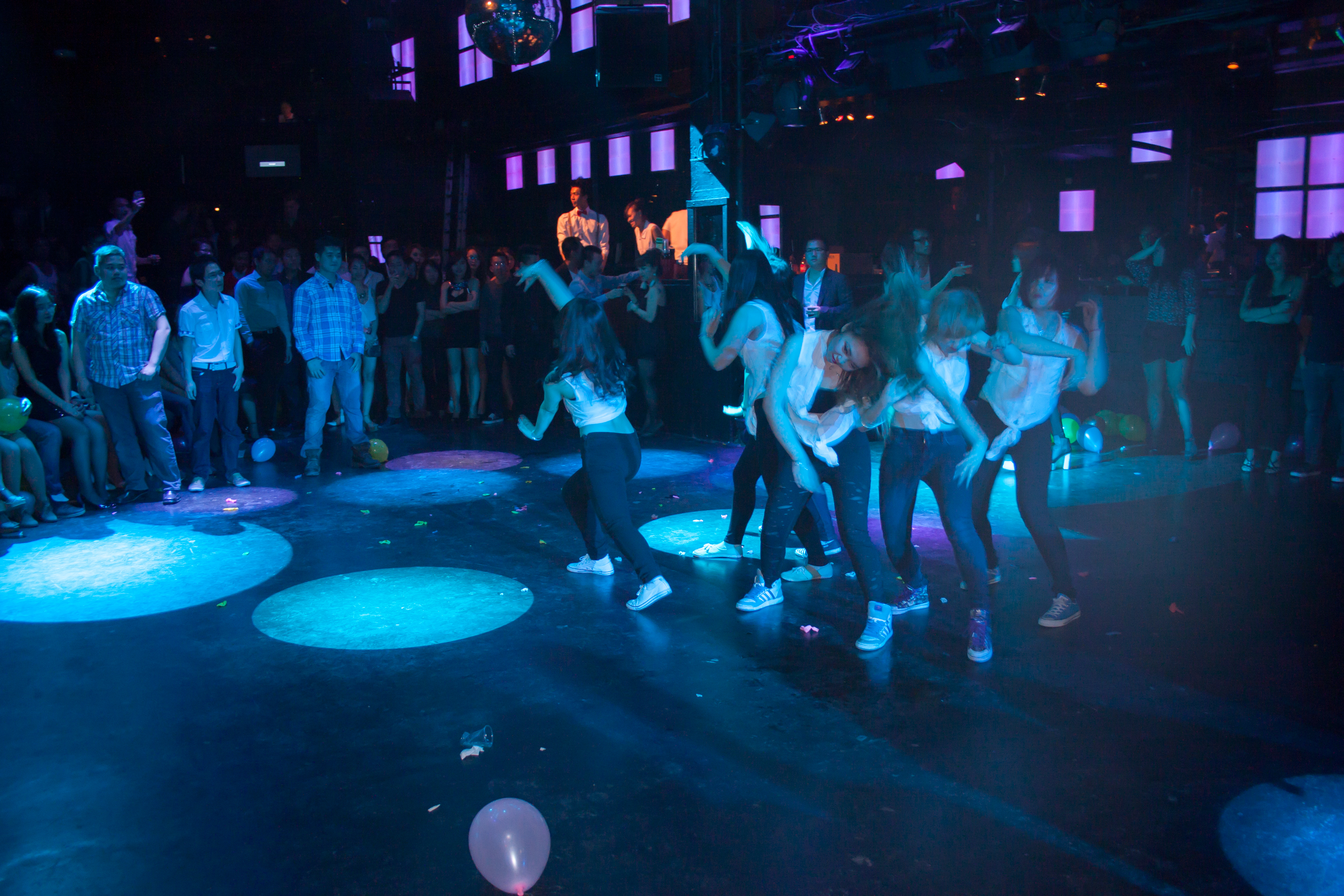
Des personnes en train de danser dans le Brasil Tropical en 2013 établissement créé par Francis Imbard dix-sept ans plus tôt.

Un temps enseignant, Francis Imbard quitte finalement l'éducation nationale et devient commercial dans une société américaine de microfilm,. Il rencontre ensuite Yves Bidot, un commercial chez Renault, avec qui il se lie d'amitié. Les deux hommes décident de quitter leurs entreprises respectives, de s'associer et de se lancer dans les affaires. Ils rachètent plusieurs sociétés en péril, à bas prix, puis les remettent en bon état, avant de les revendre. Entre les années 1980 et 1990, les deux hommes possèdent une vingtaine de sociétés, pour un patrimoine estimé entre 400 et 450 millions de francs de l'époque,.
En 1987, ils rachètent Télématique France, une société toulousaine spécialisée dans le minitel et qui édite plusieurs services de 3615 gay. L'un des plus gros clients est David Girard, leader dans la communauté gay,. À sa mort, en 1990, Francis Imbard rachète sa société à ses héritiers, puis fait une grande plus-value, en la revendant quelques années plus tard. Il devient alors un homme très riche,,.
En 1996, Francis Imbard rénove d'anciennes salles de squash, sous la dalle de la tour Montparnasse, et ouvre le Brasil Tropical, un dîner-spectacle de 550 couverts. Quelque temps plus tard, il crée une boîte de nuit, qu'il nomme L'Enfer (renommée plus tard le Red Light). Ses deux établissements marchent très bien, et sont des lieux de référence du « monde de la nuit » parisienne, au début des années 2000,,,.

## Le fait divers

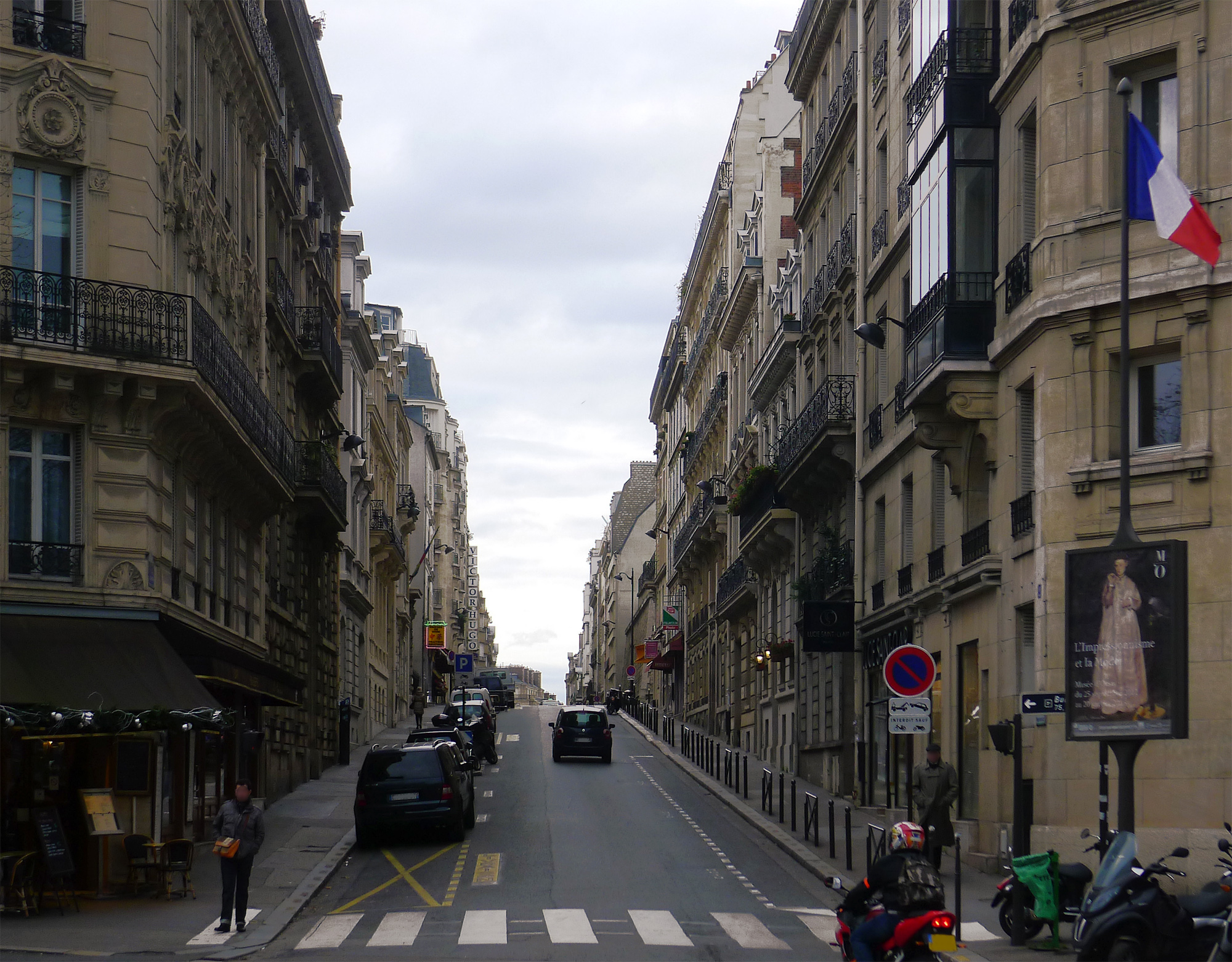
Vue générale de la rue Copernic à Paris (16e), domicile de Francis Imbard, au no 50 de la rue.

Francis Imbard habite un grand appartement, qui occupe l'ensemble du 5e et dernier étage d'un immeuble, situé au numéro 50 de la rue Copernic, dans le 16e arrondissement de Paris.
Le mercredi 26 février 2003, aux alentours de 10 h, la femme de ménage de l'appartement, Malika, monte par l'escalier de service et commence sa journée de travail par la cuisine, où elle trouve Julie, la fille de Francis Imbard.
Vers 10 h 45, Francis Imbard dit au revoir à sa fille, puis quitte l'appartement. Quelques secondes plus tard, Malika et Julie entendent un bruit sourd. Julie se précipite alors sur le palier et découvre son père, gisant sur le sol. Elle tente d'interrompre l'hémorragie et demande à Malika d'appeler les sapeurs-pompiers,. À leur arrivée, Julie indique que son père est atteint d'une balle dans la tête, puis ces derniers entament une réanimation cardiopulmonaire. Lionel, le fils de la victime, prévenu par téléphone, arrive sur les lieux du drame.
La réanimation est finalement arrêtée, et Francis Imbard, 58 ans, est déclaré mort à 11 h 25,,.

## Enquête
La brigade criminelle de Paris du 36, quai des Orfèvres est saisie de l'enquête,,,.

### Premières constatations

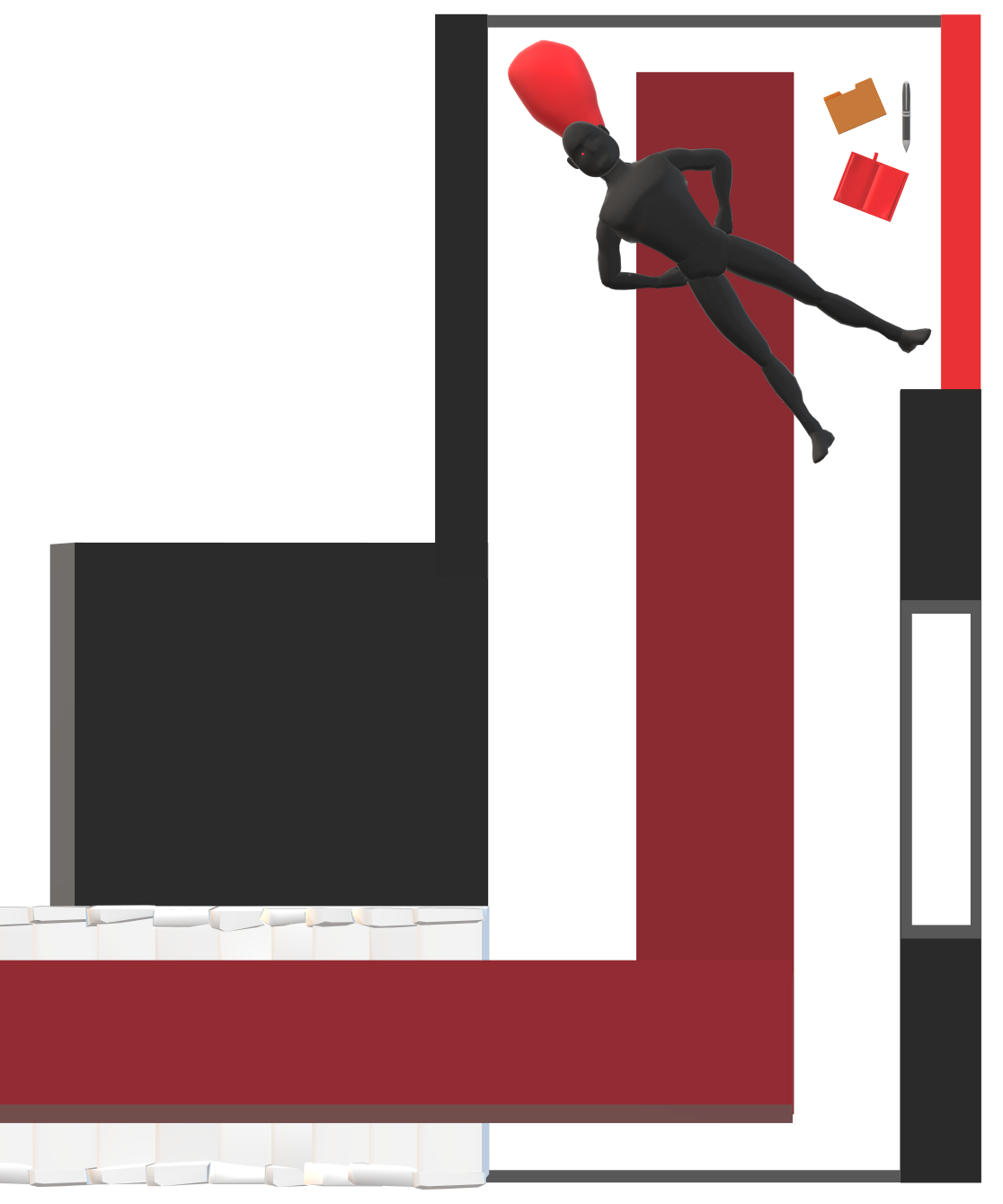
Représentation schématique de la scène de crime, vue du dessus (distances non respectées).

La victime se trouve dans une zone exiguë, au 5e et dernier étage de l'immeuble du 50, rue Copernic. À sa droite, se trouvent les escaliers et l'ascenseur du bâtiment. À sa gauche, une fenêtre condamnée en verre dépoli, donne sur la cour. Le sol de marbre est recouvert d'un tapis de cheminement rouge foncé. Le corps de la victime gît sur le dos, en travers du palier, les pieds dans l'embrasure de la porte de l'appartement, la tête en direction de la rambarde en fer noir, avec une tache de sang. Autour du corps, se trouvent toutes les affaires que portait la victime en sortant de chez elle : des clés de voiture, un stylo, un téléphone portable, ainsi qu'un gros agenda rouge (voir schéma ci-contre).
Les techniciens de l'identité judiciaire cherchent une empreinte génétique sur le palier mais étant donné que la cage d'escalier est un milieu semi-ouvert et que la scène de crime est polluée (notamment par l'intervention des pompiers), aucune trace n'est retrouvée. Tout l'immeuble est alors inspecté, et un mégot de cigarillo est retrouvé au rez-de-chaussée. La pièce à conviction est alors mise sous scellé, mais elle n'est pas exploitée dans un premier temps. Lorsque les enquêteurs décident de chercher une trace ADN, la preuve est trop ancienne, et n'est plus exploitable,.

### Examen balistique et médico-légal

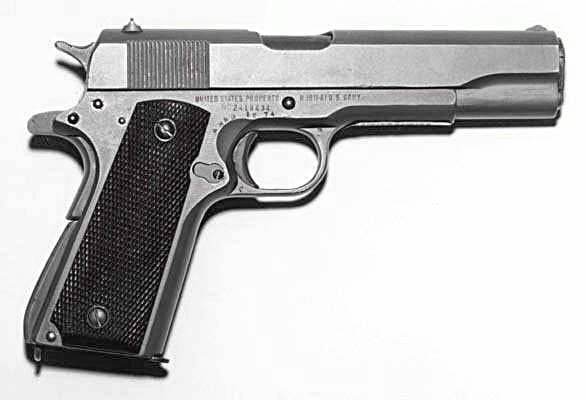
Un Colt 45, modèle d'arme à feu ayant servi dans ce meurtre.

Dans le mur du fond de l'étage, un impact est trouvé, à 93,5 cm de hauteur et 30 cm de l'angle du mur. Juste en dessous, les techniciens trouvent un projectile déformé. Près de la main gauche de la victime, se trouve une douille percutée, avec l'inscription : « S&B ». Les analyses ne permettent pas de retrouver de trace ADN sur la douille. Ces mêmes analyses permettent de définir qu'il n'y a eu qu'un seul tir, effectué avec un Colt 45, chargé de munitions de calibre 11,43 mm,. Les munitions, de marque Sellier et Bellot, vendues à des milliers d'exemplaires, ne permettent pas de retrouver le tireur, en tentant de retracer l'achat. 
Le corps de Francis Imbard est conduit à l'institut médico-légal de Paris, pour autopsie. Il est établi que sa mort est causée par le seul tir, effectué à bout touchant, c'est-à-dire que le bout de l'arme a touché la victime. L'orifice d'entrée de la balle se situe à 3 cm sous l'œil droit et celui de sortie, derrière le lobe de l'oreille gauche. La trajectoire de la balle est donc la suivante : d'avant en arrière, de droite à gauche et de haut en bas. La victime était debout au moment du tir, avant de s'effondrer sur le dos. Le tir a provoqué des blessures encéphaliques, des lésions osseuses et endommagé des voies veineuses. Il n'y a aucun signe de violence ou de lutte, ce qui indique que le meurtre a été rapide, et effectué directement, dès que la victime est sortie de chez elle. Ces indications ne permettent pas de définir avec certitude, si le tireur est un homme, ou une femme et s'il est plus petit, ou plus grand que la victime.

### Interrogations liminaires
Les enquêteurs effectuent d'abord une enquête de voisinage. Toutes les personnes présentes au moment du tir sont interrogées. L'immeuble est composé de cabinets d'avocats et de conseils. Tous les employés, clients, coursiers et livreurs ont entendu la déflagration, mais personne n'a rien vu de particulier. Le digicode du bâtiment n'est activé qu'à partir de 19 heures, ce qui permet un flux régulier de personnes tout au long de la journée.
La gardienne de l'immeuble a cependant indiqué avoir vu et vécu des faits inhabituels, le matin du crime : 40 minutes avant le tir, elle remarque qu'un agent EDF se trouve dans la cour, et ce, alors qu'elle n'a pas été prévenue de sa venue. Elle contacte alors le syndic, qui confirme que personne ne devait intervenir à ce moment-là dans l'immeuble. Elle ne peut apercevoir son visage, mais le décrit comme un homme mesurant environ 1,76 m, pour 70 kg, avec les cheveux bruns. L'enquête n'a pas permis de retrouver cet homme. Ensuite, alors qu'elle s'apprêtait à monter dans les étages pour distribuer le courrier, une représentante en parfum se présente à sa porte. Elle indique qu'elle n'a pu apercevoir son visage, mais la décrit comme une femme d'environ 1,65 m, pour 70 kg, avec les cheveux ternes. Au moment du coup de feu, cette dernière part précipitamment. Les enquêteurs décident alors d'aller interroger les autres concierges du quartier, mais aucune n'a reçu la visite de cette représentante. Les enquêteurs pensent alors que cette personne pourrait être une complice, chargée de retenir la concierge chez elle, mais elle n'a pu être identifiée.

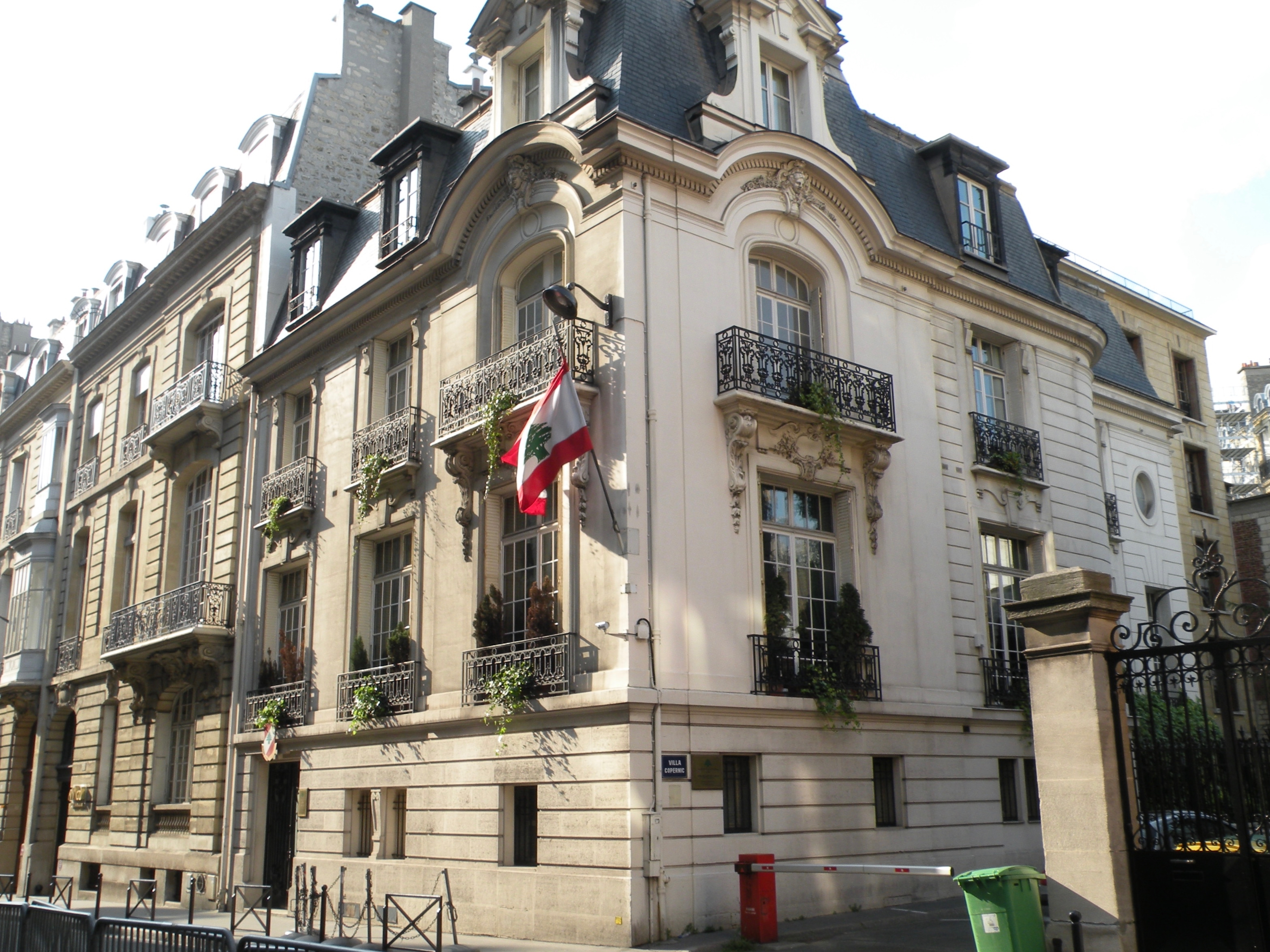
L'ambassade du Liban, située au no 42 de la rue Copernic.

Après avoir interrogé les personnes présentes dans l'immeuble, les enquêteurs questionnent les commerçants et habitants du quartier, mais personne n'a vu quelque chose en particulier. Ils constatent ensuite qu'à quelques mètres de là, se trouve l'ambassade du Liban, un bâtiment entouré de caméras de vidéosurveillance. L'une d'elles est d'ailleurs pointée vers l'angle du trottoir, permettant d'accéder au lieu du crime. Cependant, les enquêteurs découvrent que ces dernières n'enregistrent pas les images ce jour-là,.
Trois jours après le crime, Julie Imbard se rend au 36, quai des Orfèvres, pour signaler un témoignage qu'elle a recueilli. Le lendemain du meurtre, alors qu'elle se trouvait au Brasil Tropical, une employée lui indique qu'elle était en bas de l'immeuble, au moment du tir, et qu'elle a ainsi vu le meurtrier de son père. Cette Brésilienne, nommée Sueli, confie avoir vu le tueur et être sûre de le connaître. Elle est alors convoquée, mais elle change de version et indique finalement n'avoir rien vu. Une confrontation est organisée entre elle et Julie, mais elle n'indique aucun élément. Elle n’est alors plus retenue et repart, sans avoir donné d'informations, puis rentre rapidement au Brésil.
Toutes ces investigations ne permettent pas d'établir une description du tireur.

### Pistes d'enquête
Bien que quelques jours après le meurtre, la piste du règlement de comptes soit privilégiée par les enquêteurs,, ces derniers explorent d'autres pistes.

#### Piste du crime passionnel
Francis Imbard est décrit comme un « séducteur né ». Lorsqu'il se sépare de sa femme Dominique, il commence à entretenir des relations avec plusieurs femmes. Les enquêteurs explorent alors la piste du crime passionnel par une maîtresse jalouse. Ils arrivent à faire émerger deux relations en particulier.

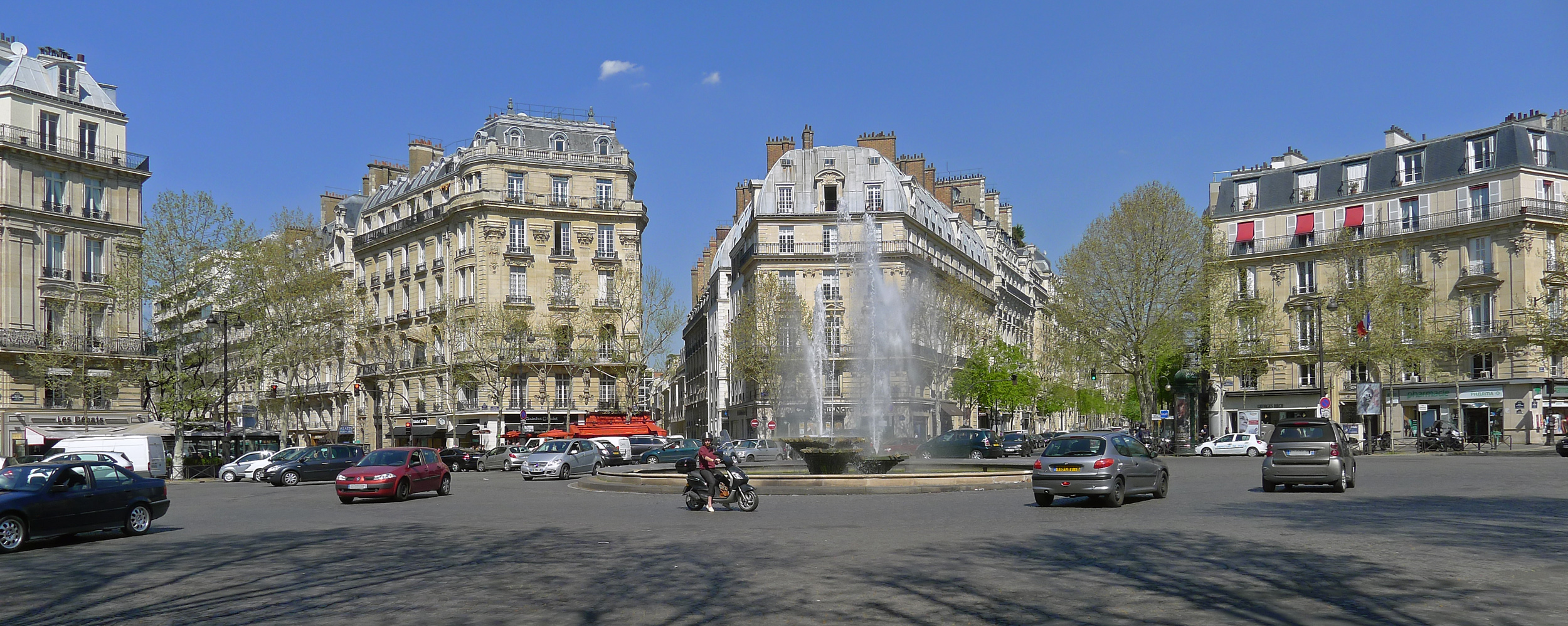
Sueli est logée par Francis Imbard, non loin de la place Victor-Hugo.

La première, avec Sueli, son employée brésilienne. En effet, il entretient une relation privilégiée avec cette dernière, et la loge dans un appartement, non loin de la place Victor-Hugo. L'alibi et l'emploi du temps de la femme sont analysés, mais elle n'avait aucune raison de vouloir se venger de quelque chose. Elle est donc écartée de la liste des suspects.
La deuxième relation, est celle qu'il entretient avec sa maîtresse officielle, qui est aussi son avocate. Des témoignages indiquent qu'elle était sur le point de se terminer. De plus, la femme venait de renouveler sa licence de tir en 2002 et possédait une arme à feu. Le 26 février au matin, elle travaille dans son cabinet. Elle est prévenue de l'affaire par la femme de ménage, puis arrive sur les lieux du crime. Elle s'empare alors de l'agenda rouge de la victime, avant de repartir très peu de temps après. En descendant les étages, elle s'arrête dans l'un des cabinets d'avocat, pour passer un coup de téléphone (et n'utilise pas son téléphone personnel), puis elle se rend dans un établissement bancaire pour vider un coffre-fort. Elle est alors interrogée par les enquêteurs, mais rien ne permet de la relier à l'affaire.

#### Piste du débiteur acculé
Francis Imbard est décrit comme quelqu'un de « généreux et très riche ». Il avait pour habitude de prêter d'importantes sommes d'argent, lorsqu'on le lui demandait. Les enquêteurs explorent alors la piste d'un débiteur avec une importante dette, et qui, pour ne pas avoir à rembourser la victime, aurait eu intérêt à la tuer. Deux personnes émergent de leurs investigations.
En 2001, Francis Imbard prête 300 000 € à Pierre R., un marchand de biens parisien. Cette somme n'a jamais été remboursée. Le 24 février 2003, soit deux jours avant le meurtre, les deux hommes mangent ensemble et Francis Imbard réclame à nouveau son dû. Encore une fois, Pierre R. détourne le sujet. Ce dernier possède d'ailleurs une arme à feu, mais qui n'a jamais servi et qui n'est pas du même calibre que celle utilisée pour le meurtre. Il est ainsi disculpé.
Dans les relevés téléphoniques de Francis Imbard, les enquêteurs repèrent un numéro de téléphone, appelé de nombreuses fois, dans les jours précédant le meurtre. L'homme à qui il appartient, un certain Franck W., est placé en garde à vue. Il explique qu'en septembre 2000, Francis Imbard lui a prêté 250 000 FRF de l’époque et que, pour le rembourser, il lui avait fait un chèque en bois. Francis Imbard s'était alors énervé, et l'appelait régulièrement. Cependant, Franck W. nie le meurtre et indique être resté chez lui dans la matinée du 26 février. Rien ne permet de relier au meurtre. Il est ainsi libéré.

#### Piste de l'ex-collaborateur voulant se venger
Francis Imbard a redynamisé le « monde de la nuit » parisienne. Ses établissements sont prisés, et brassent beaucoup d'argent, notamment liquide.
Dans les mois qui suivent l'ouverture des établissements, le 18 décembre 1996, les deux enfants d’Imbard âgés de 19 ans, Lionel et Julie, sont séquestrés dans l'appartement familial par deux hommes et une femme armés, qui réclament le code du coffre-fort. Lorsque Dominique, leur mère, rentre dans l'appartement, elle accepte de le leur donner. Francis rentre après le départ des agresseurs, se met en colère et décide de porter plainte, mais sans résultat. Francis Imbard pense alors que cette agression est l'œuvre de quelqu'un de bien renseigné, par exemple, quelqu'un de l'équipe de sécurité de L'Enfer. En effet, le service de sécurité, bien qu'indispensable dans le « monde de la nuit », prend de plus en plus le contrôle de l'établissement, en organisant des soirées sans l'accord de Francis, en contrôlant les entrées et sorties d'argent de la caisse, et en rackettant les clients. Plusieurs événements en 2001 (overdose mortelle, arrêt cardiorespiratoire), liés à une mauvaise gestion de la sécurité, entraînent une fermeture administrative de l'établissement. Francis Imbard décide alors de licencier une grande partie de l'équipe de sécurité, qu'il juge responsable,, et rouvre, en juin 2002, le Red Light (nouveau nom donné à L'Enfer), avec une nouvelle équipe,. Cependant, le 14 juillet 2002, Francis Imbard se retrouve dans un guet-apens, et se fait agresser dans son établissement, alors qu'il refuse de donner le code du coffre-fort. Il se fait alors rouer de coups, et décide de déposer plainte, sans succès,. Il n'est pas possible d'établir un lien clair entre ces agressions et le meurtre de Francis Imbard, mais les enquêteurs explorent la piste de cette ancienne équipe de sécurité, dont Francis a préféré se séparer.

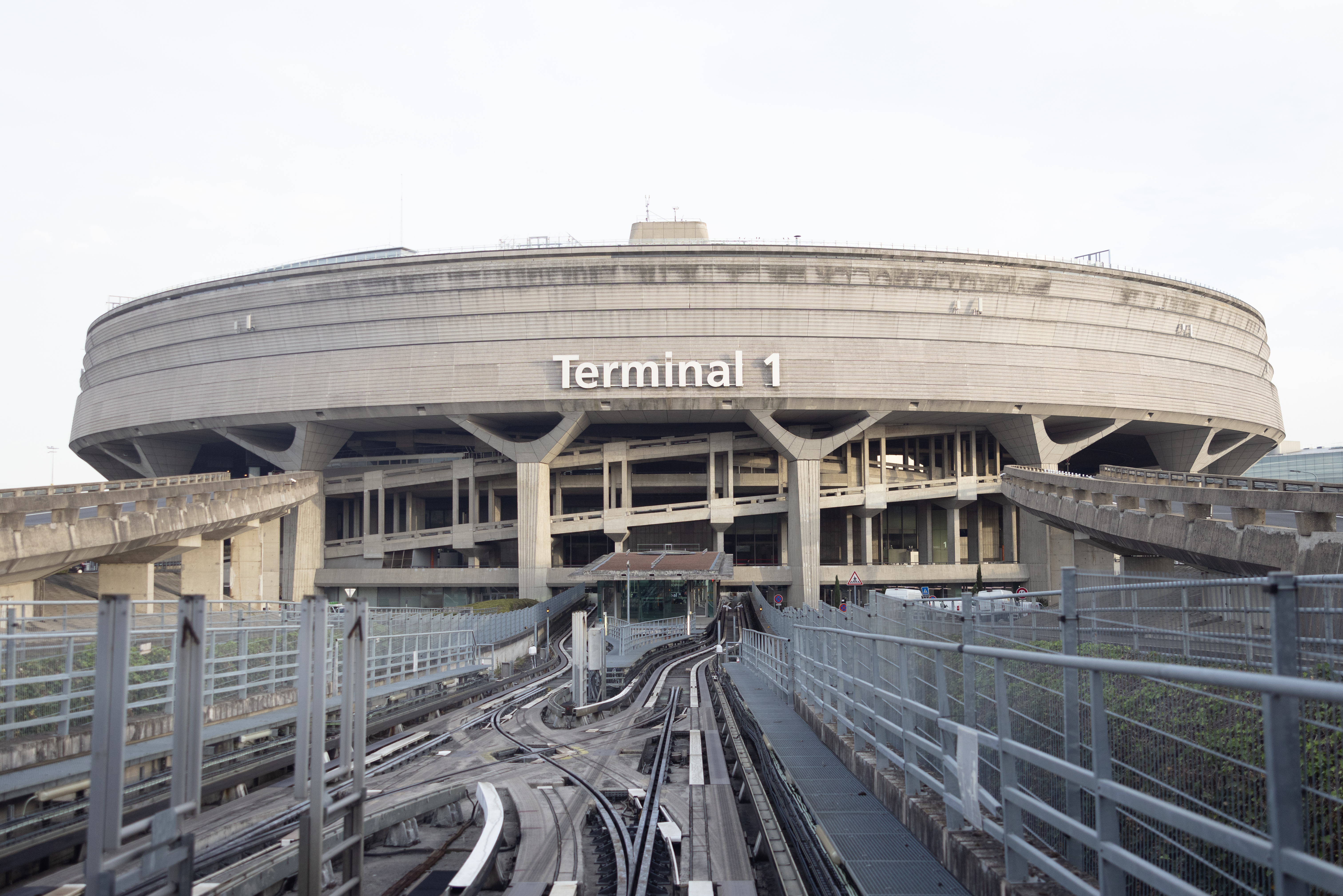
Une vue extérieure de l'aéroport de Paris-Charles-de-Gaulle, lieu lié à l'alibi de Mohamed et d'un deuxième homme.

Après l'agression de 2002, Francis Imbard prend des vacances, et téléphone à beaucoup de monde pour leur indiquer que c'est un certain Mohamed qui en est à l'origine. Cet homme, âgé d'une trentaine d'années, grandit en région parisienne. Il rencontre Francis, lorsque ce dernier l'embauche en 1996 comme videur à L'Enfer. Au fil du temps, il parvient à gagner sa confiance et devient responsable de la sécurité de l'établissement. Il prend de plus en plus de place, et devient même l'associé de Francis. Il lui rachète alors des parts de son entreprise. Cependant, depuis l'entrée de Mohamed au capital, les chiffres sont moins bons, car une partie de la recette disparaît, ce pour quoi il sera condamné à 4 ans de prison ferme,. Francis Imbard choisit donc de licencier Mohamed et une partie de l'équipe après les événements de 2001, et fait changer toutes les serrures de l'établissement. Le 1er août 2002, Mohamed propose à Francis de racheter le Brasil Tropical et le Red Light, pour une somme dérisoire. Lorsque Francis refuse, Mohamed profère des menaces de mort et lui adresse des factures fictives, d'un montant bien supérieur aux prestations standard. Ces factures ne sont jamais honorées. Les enquêteurs interrogent alors Mohamed, mais ce dernier a un alibi. Le jour du meurtre, son téléphone portable émet depuis l'aéroport de Paris-Charles-de-Gaulle. Les interlocuteurs qu'il a appelés confirment que c'était bien lui au bout du fil. Cependant, un témoin indique que Mohamed lui annonce par téléphone la mort de Francis Imbard à 11 h 30, soit un peu moins d'une heure après le meurtre, et ce, alors même que la presse n'a pas encore fait écho de l'affaire. À 12 h, Mohamed change de carte SIM et insère une carte prépayée pour passer un seul appel, avant de réinsérer sa carte SIM habituelle. À 13 h 30, il décolle pour le Brésil, où il reste dix jours en vacances.
Les enquêteurs partent alors sur la piste d'un crime commandité, car Mohamed, même s'il n'a pas tiré, est entouré d'hommes fidèles. Avec les factures détaillés de sa téléphonie mobile, deux personnes ressortent en particulier.
Un premier homme, vivant à Marseille, ex-veilleur de nuit au Brasil Tropical, est repéré. Le jour du meurtre, son téléphone portable borne, non loin des lieux du crime. Les horaires concordent d'ailleurs avec l'heure de l'attaque. Interrogé par les enquêteurs, il explique être monté à Paris, en logeant dans un appartement du 16e arrondissement, ce qui explique sa présence dans le quartier. Cet élément est suspect aux yeux des enquêteurs, puisqu'habituellement, lorsque l'homme monte à Paris, il séjourne dans le 12e arrondissement. Cependant, faute de preuves suffisantes, il est relâché.

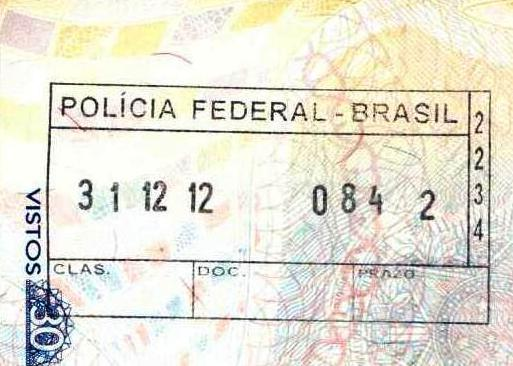
Le passeport de l'homme ne présente pas de tampon d'entrée et de sortie du territoire brésilien, tel que celui-ci par exemple.

Un deuxième homme, espagnol, amateur de cigarillos et possédant une arme à feu, est repéré et entendu par les enquêteurs. Le jour du meurtre, il a un alibi, puisqu'il se rend en même temps que son ami Mohamed au Brésil, avec sa fille, mais sans prendre le même avion que lui. Cependant, les personnes devant les héberger au Brésil indiquent qu'ils ne sont jamais venus, et aucune photo de ce voyage n'est retrouvée. En outre, un témoin indique qu'il a vu cet homme, dans Paris, le jour des faits. Les enquêteurs découvrent que lui et sa fille figurent sur la liste des passagers du vol de 9 h 15, mais qu'à 9 h 37, Mohamed a appelé le directeur de l'une de ses sociétés, pour lui indiquer qu'il se trouvait avec cet homme. Les enquêteurs lui demandent alors de leur montrer son passeport, à la recherche des tampons d'entrée et de sortie du territoire brésilien, mais ils n'en trouvent aucun. En outre, son passeport périmait en mars 2003 (soit un mois après le voyage), alors qu'il est impératif qu'il ait au minimum six mois de validité après la date du voyage. Finalement, cet homme n'a jamais eu à s'expliquer sur ces incohérences, et il est finalement libéré.

### Suites
En février 2004, Mohamed Rabehi, l'ex-associé de Francis Imbard, est mis en examen sur le volet financier de l'affaire. Les enquêteurs de la Crim' et de la BRIF lui reprochent des faits « d'abus de biens sociaux, de recel et de banqueroute ». L'homme aurait ainsi détourné d'importantes sommes d'argent des caisses de L'Enfer, pour les verser sur des comptes à l'étranger (au Brésil, à Dubaï et à Hong Kong notamment).
Le 15 octobre 2008, Émilie Petel, juge d'instruction chargé de l'affaire, rend une ordonnance de non-lieu de crime non élucidé. Cependant, Me Philippe Valent, l'avocat de la famille Imbard, demande à la cour d'appel d'infirmer cette ordonnance de non-lieu, d'ordonner un supplément d'informations et de nommer un nouveau juge d'instruction. L'enquête est rouverte, mais Émilie Petel reste la juge d'instruction. L'avocat obtient cependant le dessaisissement de l'affaire, en juin 2011, et l’enquête se poursuit avec un autre magistrat,,.
En 2011, après la nomination du nouveau juge d'instruction, et la diffusion, le 2 octobre, sur France 2, d'un numéro de Non élucidé consacré à l'affaire, de nouvelles analyses génétiques sont effectuées et de nouvelles gardes à vues décidées.
En 2014, un nouveau juge d'instruction est nommé, et en mars de la même année, Me Valent indique au micro de RTL que l'un des hommes de main de Mohamed a été mis en examen pour complicité et participation au meurtre. Cependant, sa mise en examen est annulée, pour vice de procédure, car la juge d'instruction n'a pas été nommée en bonne et due forme,. Dans un second temps, ce même suspect a été jugé pour le viol de sa fille, et mis en liberté conditionnelle.
En janvier 2017, un nouveau magistrat est saisi de l'enquête et ce dernier décide d'entendre Julie et Lionel, qui n'avaient jusqu'alors jamais été entendus par les juges d'instruction précédents.
En décembre 2021, Sabine Khéris, juge d'instruction chargée du dossier, met en examen Mohamed Rabehi, déjà cité dans l'affaire, accusé d'avoir commandité le meurtre, ainsi que Serge C. (déjà précédemment mis en examen en 2014) accusé de l'avoir facilité,.

### Bibliographiques
1. 1 2 3  Willemin 2014, chap. 14.

### Médiagraphiques
1. 1 2  Poivre d'Arvor et Bloch 2011, 34 min 0 s.
2. ↑  Pradel 2014, 13 min 25 s.
3. 1 2  Pradel 2014, 14 min 19 s.
4. ↑  Poivre d'Arvor et Bloch 2011, 34 min 30 s.
5. ↑  Pradel 2014, 13 min 56 s.
6. 1 2  Poivre d'Arvor et Bloch 2011, 35 min 10 s.
7. ↑  Pradel 2014, 14 min 34 s.
8. ↑  Pradel 2014, 14 min 58 s.
9. ↑  Poivre d'Arvor et Bloch 2011, 36 min 6 s.
10. ↑  Pradel 2014, 15 min 20 s.
11. ↑  Poivre d'Arvor et Bloch 2011, 36 min 47 s.
12. ↑  Poivre d'Arvor et Bloch 2011, 38 min 32 s.
13. ↑  Poivre d'Arvor et Bloch 2011, 39 min 17 s.
14. 1 2  Poivre d'Arvor et Bloch 2011, 1 h 5 min 13 s.
15. ↑  Poivre d'Arvor et Bloch 2011, 40 min 35 s.
16. 1 2  Poivre d'Arvor et Bloch 2011, 3 min 21 s.
17. ↑  Poivre d'Arvor et Bloch 2011, 4 min 38 s.
18. ↑  Kieffer 2017, 25 min 45 s.
19. ↑  Poivre d'Arvor et Bloch 2011, 6 min 17 s.
20. ↑  Poivre d'Arvor et Bloch 2011, 7 min 5 s.
21. ↑  Poivre d'Arvor et Bloch 2011, 8 min 43 s.
22. ↑  Kieffer 2017, 26 min 30 s.
23. ↑  Poivre d'Arvor et Bloch 2011, 11 min 23 s.
24. ↑  Kieffer 2017, 28 min 48 s.
25. ↑  Poivre d'Arvor et Bloch 2011, 12 min 5 s.
26. ↑  Poivre d'Arvor et Bloch 2011, 11 min 46 s.
27. ↑  Poivre d'Arvor et Bloch 2011, 12 min 30 s.
28. ↑  Poivre d'Arvor et Bloch 2011, 23 min 9 s.
29. ↑  Pradel 2014, 31 min 7 s.
30. ↑  Poivre d'Arvor et Bloch 2011, 13 min 31 s.
31. ↑  Poivre d'Arvor et Bloch 2011, 14 min 2 s.
32. ↑  Poivre d'Arvor et Bloch 2011, 14 min 14 s.
33. ↑  Poivre d'Arvor et Bloch 2011, 15 min 40 s.
34. ↑  Poivre d'Arvor et Bloch 2011, 16 min 30 s.
35. ↑  Poivre d'Arvor et Bloch 2011, 17 min 29 s.
36. ↑  Poivre d'Arvor et Bloch 2011, 17 min 46 s.
37. ↑  Poivre d'Arvor et Bloch 2011, 18 min 30 s.
38. ↑  Poivre d'Arvor et Bloch 2011, 24 min 19 s.
39. ↑  Poivre d'Arvor et Bloch 2011, 25 min 12 s.
40. ↑  Pradel 2014, 20 min 5 s.
41. ↑  Poivre d'Arvor et Bloch 2011, 25 min 46 s.
42. ↑  Poivre d'Arvor et Bloch 2011, 26 min 39 s.
43. ↑  Poivre d'Arvor et Bloch 2011, 27 min 25 s.
44. ↑  Poivre d'Arvor et Bloch 2011, 27 min 50 s.
45. ↑  Poivre d'Arvor et Bloch 2011, 28 min 2 s.
46. ↑  Poivre d'Arvor et Bloch 2011, 28 min 19 s.
47. ↑  Poivre d'Arvor et Bloch 2011, 28 min 30 s.
48. ↑  Pradel 2014, 26 min 0 s.
49. ↑  Poivre d'Arvor et Bloch 2011, 29 min 35 s.
50. ↑  Poivre d'Arvor et Bloch 2011, 30 min 15 s.
51. ↑  Poivre d'Arvor et Bloch 2011, 30 min 20 s.
52. ↑  Poivre d'Arvor et Bloch 2011, 29 min 28 s.
53. ↑  Poivre d'Arvor et Bloch 2011, 43 min 48 s.
54. ↑  Poivre d'Arvor et Bloch 2011, 44 min 20 s.
55. ↑  Poivre d'Arvor et Bloch 2011, 45 min 8 s.
56. ↑  Poivre d'Arvor et Bloch 2011, 46 min 32 s.
57. ↑  Poivre d'Arvor et Bloch 2011, 47 min 25 s.
58. ↑  Poivre d'Arvor et Bloch 2011, 48 min 27 s.
59. ↑  Poivre d'Arvor et Bloch 2011, 51 min 15 s.
60. ↑  Poivre d'Arvor et Bloch 2011, 52 min 4 s.
61. ↑  Poivre d'Arvor et Bloch 2011, 52 min 32 s.
62. ↑  Poivre d'Arvor et Bloch 2011, 53 min 34 s.
63. ↑  Poivre d'Arvor et Bloch 2011, 57 min 0 s.
64. ↑  Poivre d'Arvor et Bloch 2011, 58 min 19 s.
65. ↑  Poivre d'Arvor et Bloch 2011, 58 min 46 s.
66. ↑  Poivre d'Arvor et Bloch 2011, 59 min 50 s.
67. ↑  Poivre d'Arvor et Bloch 2011, 1 h 0 min 25 s.
68. ↑  Poivre d'Arvor et Bloch 2011, 1 h 0 min 50 s.
69. ↑  Poivre d'Arvor et Bloch 2011, 1 h 1 min 10 s.
70. ↑  Poivre d'Arvor et Bloch 2011, 1 h 3 min 0 s.
71. ↑  Poivre d'Arvor et Bloch 2011, 1 h 4 min 40 s.
72. ↑  Poivre d'Arvor et Bloch 2011, 1 h 5 min 20 s.
73. ↑  Poivre d'Arvor et Bloch 2011, 1 h 8 min 0 s.
74. ↑  Poivre d'Arvor et Bloch 2011, 1 h 9 min 30 s.
75. ↑  Poivre d'Arvor et Bloch 2011, 1 h 10 min 30 s.
76. ↑  Poivre d'Arvor et Bloch 2011, 1 h 11 min 20 s.
77. ↑  Poivre d'Arvor et Bloch 2011, 1 h 12 min 5 s.
78. ↑  Poivre d'Arvor et Bloch 2011, 1 h 12 min 50 s.
79. ↑  Poivre d'Arvor et Bloch 2011, 1 h 13 min 35 s.
80. ↑  Poivre d'Arvor et Bloch 2011, 1 h 15 min 2 s.
81. ↑  Poivre d'Arvor et Bloch 2011, 1 h 16 min 50 s.
82. ↑  Poivre d'Arvor et Bloch 2011, 1 h 20 min 35 s.
83. ↑  Poivre d'Arvor et Bloch 2011, 1 h 21 min 55 s.
84. ↑  Poivre d'Arvor et Bloch 2011, 1 h 23 min 40 s.
85. ↑  Poivre d'Arvor et Bloch 2011, 1 h 26 min 5 s.
86. ↑  Poivre d'Arvor et Bloch 2011, 1 h 27 min 8 s.
87. ↑  Kieffer 2017, 31 min 0 s.
88. ↑  Kieffer 2017, 52 min 26 s.
89. ↑  Kieffer 2017, 31 min 8 s.
90. ↑  Pradel 2014, 28 min 36 s.
91. ↑  Kieffer 2017, 31 min 12 s.
92. ↑  Poivre d'Arvor, Bloch et Haeri 2018, 51 min 10 s.
93. ↑  Poivre d'Arvor, Bloch et Haeri 2018, 52 min 52 s.
94. ↑  Kieffer 2017, 33 min 18 s.
95. ↑  Poivre d'Arvor, Bloch et Haeri 2018, 55 min 24 s.

### Autres
1. ↑  Relevé des fichiers de l'Insee
2. 1 2 3  « Un patron de boîte de nuit exécuté », sur nouvelobs.com, 28 février 2003 (consulté le 17 janvier 2021).
3. 1 2 3 4  Stéphane Bouchet et Stéphane Albouy, « Le patron de la boîte techno victime d'une vengeance », sur leparisien.fr, 28 février 2003 (consulté le 17 janvier 2021).
4. 1 2 3 4 5 6  Patricia Tourancheau, « Un patron de boîte tué à Paris », sur liberation.fr, 1er mars 2003 (consulté le 17 janvier 2021).
5. 1 2  Stéphane Bouchet, Roberto Cristofoli et Stéphane Albouy, « Un roi de la nuit parisienne a été abattu », sur leparisien.fr, 27 février 2003 (consulté le 17 janvier 2021).
6. ↑  « FAITS DIVERS : Francis Imbard, patron de la boîte de nuit 'l'Enfer' a été tué d'une balle en pleine tête. », sur lemonde.fr, 28 février 2003 (consulté le 17 janvier 2021).
7. 1 2  Julien Dumond et Stéphane Bouchet, « L'ex-associé du patron de l'Enfer incarcéré », sur leparisien.fr, 12 février 2004 (consulté le 17 janvier 2021).
8. ↑  « L'exécution de Francis Imbard, patron d’une boîte de nuit, sera-t-elle élucidée 20 ans après ? », sur www.marianne.net, 2023-02-26utc07:00:00+0200 (consulté le 26 juin 2023)
9. ↑  Mikaëla Samuel, « Quand la télé réveille la justice », sur tvmag.lefigaro.fr, 10 mars 2013 (consulté le 17 janvier 2021).
10. ↑  Timothée Boutry, « Francis Imbard, abattu en 2003 à Paris : l’enquête sur l’assassinat du patron de l’Enfer relancée », sur leparisien.fr, 24 octobre 2022 (consulté le 17 février 2023).
11. ↑  « AFFAIRES OUBLIÉES. L'affaire Francis Imbard, la porte va-t-elle se refermer sur les meurtriers du patron de l'Enfer ? », sur closermag.fr, 29 octobre 2022 (consulté le 17 février 2023).

### Médiagraphie
- [[vidéo]][production de télévision] « L'affaire Francis Imbard » sur France 2, 2 octobre 2011, 92 min [(en) présentation en ligne, sur l'Imdb] .
- [[audio]][radio diffusion] « Enquête dans les secrets de la nuit parisienne : l'affaire Imbard » sur RTL, 26 mars 2014, 42 min [présentation en ligne, sur rtl.fr] .
- [vidéo][production de télévision] « Première partie (Francis Imbard) » sur NRJ 12, 2 mai 2016.
- [vidéo][documentaire télévisé] « Justice, le douloureux silence » sur France 5, 6 septembre 2017, 74 min [présentation en ligne, sur télérama.fr], [présentation en ligne, sur francetvpro.fr] .
- [vidéo][production de télévision] « L'affaire Francis Imbard » sur RMC Story, 8 novembre 2018, 56 min .
- [[audio]][radio diffusion] « Meurtre de Francis Imbard : qui a tué le patron de l'Enfer ? » sur RTL, 24 octobre 2022, 57 min [présentation en ligne, sur rtl.fr].
- [vidéo][émission télévisée] « Affaires non élucidées : l'insoutenable attente des familles » sur France 2, 27 janvier 2023, 59 min [extrait vidéo sur YouTube].